# Jerzy Dominik Lubomirski
 (février 2019).
Si vous disposez d'ouvrages ou d'articles de référence ou si vous connaissez des sites web de qualité traitant du thème abordé ici, merci de compléter l'article en donnant les références utiles à sa vérifiabilité et en les liant à la section « Notes et références ».
Jerzy Dominik Lubomirski (né en 1665 – mort le 27 août 1727), prince polonais de la Famille Lubomirski, grand intendant de la Couronne (1695-1702), chambellan de la Couronne (1702), voïvode de Cracovie (1726), staroste de Kazimierz, Olsztyn, Ryki et Lipno, lieutenant-général des dragons de la République, colonel du régiment des dragons de la reine.

## Biographie
Jerzy Dominik Lubomirski est le fils de Jerzy Sebastian Lubomirski et de Barbara Tarło (pl).
En 1684 il prend pris part à la guerre de la Sainte Ligue qui combat les incursions Otomanes. En 1685, il participe à l'expédition de l'hetman Stanisław Jan Jabłonowski en Bucovine. Il combat les Tatars en 1693 et 1695.
En tant que représentant de la province de Lublin, il participe à la Diète générale et à la diète de convocation de 1696, où il soutient la candidature de François-Louis de Bourbon-Conti. Il se rend ensuite en Ukraine, où il demande le soutien du Cosaque Semen Palej (pl). En 1698, il rejoint Auguste II et prend part à la bataille de Podajce.
En 1695, il épouse Ursule-Catherine de Teschen. Quand celle-ci devient la maîtresse officielle d'Auguste II, Lubomirski reçoit de nombreux offices pour se consoler. En 1701, il est nommé commandant de la Garde royale, en 1702 chambellan de la cour de la Couronne.
En 1704, il est membre de la Confédération de Sandomierz et rejoint le camp de Stanislas Leszczynski, pendant la Grande guerre du Nord. Il change ensuite plusieurs fois d'orientation politique et soutient le retour d'Auguste II, en 1710. Élu à la Diète générale de Varsovie, il demande le soutien de la Russie.
En 1712, Lubomirski combat avec les insurgés cosaques de Pylyp Orlyk qui combat les Russes en Ukraine de la rive droite. En 1715, il reçoit l'ordre de l'Aigle blanc. En 1716, il sert de médiateur entre la Confédération de Tarnogród (en) et Auguste II.
À la diète de 1718, il exige le retrait des troupes russes du territoire la République. En 1724, il fait partie de la commission d'enquête qui examine les circonstances du tumulte de Toruń et réclame un jugement sévère. Il conduit lui-même un régiment pour assurer l'exécution des condamnés.

## Mariages et descendance
En 1695, Jerzy Dominik Lubomirski épouse Ursule-Catherine de Teschen, fille de Johann Heinrich von Altenbockum et de Konstancja Tekla Branicka. Le mariage est annulé par jugement du pape.
Il épouse ensuite, Magdalena Tarło, fille de Stanisław Tarło, voïvode de Lublin. Ils ont deux enfants :
- Franciszek Ferdynand Lubomirski (1712-1774) ;
- Antoni Benedykt Lubomirski (1718-1761).

## Sources
- Notices d'autorité :   - VIAF
  - Pologne
  - NUKAT

- (en) Cet article est partiellement ou en totalité issu de l’article de Wikipédia en anglais intitulé « Jerzy Dominik Lubomirski » (voir la liste des auteurs).

- (pl) Cet article est partiellement ou en totalité issu de l’article de Wikipédia en polonais intitulé « Jerzy Dominik Lubomirski » (voir la liste des auteurs).